# 推銷員之死
《推銷員之死》（Death of a Salesman）是劇作家亞瑟·米勒的劇本，1949年2月在百老匯劇院首演，是一部相當具有影響力的二十世紀戲劇。這部劇作被視為是一場對在資本主義下的美國夢相當嚴苛的批評，同時也讓米勒以及劇中主角「威利·羅曼」（Willy Loman）成為家喻戶曉的人物。《推銷員之死》在演出之後大受好評，贏得了1949年的普立茲獎，米勒也因此成名。首演之後，它又四度在百老匯重演，並三度獲得托尼獎最佳复排剧獎。此外，自1951年開始，它又被改編為多部電影。

## 劇情簡介
《推銷員之死》的主角威利·羅曼（William "Willy" Loman）是一位逐漸在現實生活中失去事業能力的推銷員。威利做事態度強調熱心誠懇，並具交友能力，亦曾一度聞名於整個新英格蘭，經常長時間開車四處兜售。他兩個兒子畢甫（Biff）與哈比（Happy）讓他在鄰里間引以為傲，他的妻子琳達（Linda）則每天都可愉快微笑。可是，很不幸地，隨著時間過去，現在他的生活逐漸失控。
威利已辛苦工作了半生，且應要退休，享受物質富裕的生活。可是在出現一連串人格解體（depersonalization）與情境重現（flashback）等精神症狀後，他在電話中不斷失去與過去顧客的交易，也失去了長途駕駛的能力。的確，威利前功盡廢：他被一個年紀與他兒子相若的後生晚輩炒魷魚，被迫要向以前的競爭同儕查理（Charley）貸款過活；他所有的老朋友與顧客都忘記他。他34歲的兒子，畢甫，並沒有跟上父親所走過的路，小兒子哈比則總是成日無恥撒謊，假裝成一個完美的羅曼家子嗣。同時，死對頭查理（威利曾經對他的兒子說，這傢伙並不討人喜歡）卻成為了成功的生意人，查理的兒子伯納德（Bernard）年幼是一個不耀眼的書蟲，長大後卻成為出色的律師。最後，威利不斷被死去的兄長班（Ben）的回憶所糾纏，對成功的哥哥的這種憧憬，使得班比起一個現實人物更像是一個象徵。所有對於班的描述都不像是真實的，都那麼夢幻，完美，超現實，也因是幻想而平乏。班曾在早年前往非洲時說過：「…而當我走出這森林時，我已經那麼有錢了！」並且他說來說去就這幾句。這句話不斷在威利心頭縈繞，因此即使畢甫與哈比在家束手無策，威利還是打算設法解決目前困境。他希望變得成功。

## 剧情分析
本剧最大的主题是威利在一次出差出轨的事，使尚且在读高中，留級不能毕业的毕甫放弃了他坚信的一切，以及他或许会成功的未来。而威利也从心底认为毕甫是恨他的，也认为是自己毁了他的人生。
這部劇作的結構使用了意識流的手法：威利不斷在他的客廳、下舞台、前舞台以及在虛幻的過去中，還有在想像中與班的對話中移動。米勒透過這些不同的狀態，更細膩、完整展現了威利的夢境以及在人生中的現實，以及讓角色出現在溫暖以及惡劣的燈光下，比較出角色的各種面向，最後鋪陳出整個完整的故事，不讓觀眾對任何角色做出某一種固定的評價。
最後問題的底層慢慢浮現了。威利相信、強調要成為受人喜歡的人，最後必能夠為他帶來完美的成功，而不是什麼困難的夢想，他一直保持著這樣的想法，而且決不放棄。他的兩個兒子不但要受人喜歡，而且還要相當英俊。就威利角度來看，這樣的人格特質應該是人人都需要的。他以這樣的態度教導他的兒子，結果令他的兩個兒子以為機運會自動降臨到他們身上。當然，現實生活並不是這麼的仁慈，兩個兒子最後都沒有辦法爭取機會，從事讓人尊敬的工作。威利發現了他自己與他的兒子都失敗，於是更加快腳步，將希望放在他的兒子身上：他或許無法成功，但是兒子們或許可以；他的悲劇性缺點（tragic flaw）就是在他從不懷疑這樣的夢想是否有可能實現，哈比同樣對此毫不懷疑，他繼承了父親的態度，並且在第一幕的最後，遊說畢甫，說他貸款後可快速致富。但是當畢甫嘗試去貸款時，他發現父親的缺點，他們在劇中互相叫罵：畢甫不斷指責父親的精神疾病，威利則說畢甫只是在浪費生命、虛擲光陰並且傷他的心。姑且不論這一場言詞戰爭對於他們的未來有何幫助，最後當畢甫打算放棄時，他含著眼淚說：「趁还没有出事，請你把那虚伪的夢拿去燒掉好吗？」威利深受感動：他认为毕甫的哭诉证明了他并不恨自己。
班突然出現在威利面前，和威利討論如果畢甫離家的話，到底能夠走得多遠，班說，畢甫可以先得到兩萬美元—那正是威利人壽保險上的數字。兩人說著說著進入狂喜，突然，鄰居都在爆炸聲中驚醒，而這爆炸聲正來自威利的車：威利這位推銷員，以一種最莊嚴而且最荒謬的方式，用他的人生「換來」、而非是在他的人生中賺取家庭經濟的獨立。此刻，觀眾以及少數參與威利·羅曼喪禮的賓客，此時便不斷打量著他的墓丘，思索著他是一位怎樣的人，以及他的夢想，究竟值不值得。

## 获奖

### 原版
| 年份 | 奖项           | 类别           | 提名                                             | 结果 |
| ---- | -------------- | -------------- | ------------------------------------------------ | ---- |
| 1949 | 托尼奖         | 最佳戏剧奖     | 最佳戏剧奖                                       | 獲獎 |
| 1949 | 托尼奖         | 最佳戏剧作者   | 亚瑟·米勒                                        | 獲獎 |
| 1949 | 托尼奖         | 最佳戏剧制作人 | 克米特·布卢姆加登、沃尔特·弗雷德（Walter Fried） | 獲獎 |
| 1949 | 托尼奖         | 最佳戏剧男主角 | 亚瑟·肯尼迪                                      | 獲獎 |
| 1949 | 托尼奖         | 最佳导演       | 伊利亚·卡赞                                      | 獲獎 |
| 1949 | 托尼奖         | 最佳布景设计   | 乔·梅尔齐纳                                      | 獲獎 |
| 1949 | 纽约剧评人协会 | 最佳美国戏剧   | 亚瑟·米勒                                        | 獲獎 |
| 1949 | 戏剧世界奖     | 戏剧世界奖     | 卡梅伦·米歇尔                                    | 獲獎 |
| 1949 | 普利策奖       | 戏剧奖         | 亚瑟·米勒                                        | 獲獎 |